# جانگ سون-وو
این یک نام کره‌ای است؛ نام خانوادگی جانگ است.
جانگ سون-وو (انگلیسی: Jang Sun-woo؛ زادهٔ ۲۰ مارس ۱۹۵۲) کارگردان و فیلم‌نامه‌نویس اهل کره جنوبی است. از آثارش دروغ‌ها (۱۹۹۹) را می‌توان نام برد.